# Sal (Kap Verde)
Sal (eigentlich port.: Ilha do Sal; dt.: Insel des Salzes) ist eine der Kapverdischen Inseln im Atlantik.

## Daten und Fakten
- Bevölkerung: 2017 gab das Instituto Nacional de Estatística de Cabo Verde (INECV) für Sal 36.769 Einwohner an (Fortschreibung 2017).[1]
- Ortschaften: Espargos (Hauptstadt der Insel), Santa Maria, Pedra de Lume, Palmeira, Murdeira
- Lage: zwischen 16° 35′ und 16° 51′ nördlicher Breite und 22° 52′ und 23° 00′ westlicher Länge
- Teil der Inselgruppe Ilhas de Barlavento (dt.: Inseln über dem Wind) östlich von São Nicolau und nördlich von Boa Vista.

## Geografie
Die Insel gehört zur Nordgruppe der Kapverdischen Inseln, den Ilhas de Barlavento. Sal ist mit seinen 216 km² eine der kleineren Inseln der Inselgruppe, liegt am nordöstlichen Rand des Archipels und ist alten (ca. 50 Mio. Jahre) vulkanischen Ursprungs. Die weitgehend flache Insel mit Kalkplateaus und Dünenlandschaft wird von einigen Zeugenbergen und abgewitterten Vulkanschloten überragt. Im Norden überwiegen Lava-Felsküsten und -strände, während der Süden durch kilometerweite feinsandige helle Strände, flache Dünen und aufgelassene Salinen gekennzeichnet ist. Einzelne Oasen mit windzerzausten Dattelpalmen wie zum Beispiel Fontona dienten in der Vergangenheit dem Gartenbau und der Viehzucht.
In Pedra de Lume imponiert eine perfekt kreisrunde Caldera, deren Boden unter den Meeresspiegel abgesunken ist und die industriell als Saline genutzt wurde. Heute dient sie fast ausschließlich touristischen Zwecken, denn durch die hohe Salzkonzentration in den Salinebecken ist ein „Schwimmen“ wie im Toten Meer möglich.

## Geologie
Geologisch lässt sich Sal wie folgt untergliedern (von jung nach alt):
- Quartäre Abrasion
- Monte-Grande-Pedra-Lume-Formation
- Serra-Negra-Eruptiva
- Ponta-do-Altar-Baleia-Komplex
- Haupteruptiva
- Alter Eruptivkomplex

Der „Alte Eruptivkomplex“ hat mit 25,6 Millionen Jahren das bisher höchste Alter für Vulkanite der Kapverden erbracht (Oberes Oligozän). Er besteht aus submarinen Laven (Kissenlaven und Hyaloklastiten von alkalibasaltischer Zusammensetzung. Diese submarinen Ablagerungen wurden von einem imposanten Gangschwarm mit variablem Chemismus intrudiert (Basalte bis Trachyte). Bevorzugte Gangrichtungen sind N 070, N 090 und N 160. Auch Intrusivkörper bestehend aus Foidsyeniten (Nephelinsyeniten), Gabbros und Alkalipyroxeniten (Essexiten) werden angetroffen. Sie zeigen oft kreisförmigen Zonarbau und werden als subvulkanische Magmenkammern gedeutet, die aus Nephelin-normativen Magmen unter Abtrennung einer pyroxenitischen Kumulusphase entstanden waren. In den Eruptivkomplex eingelagerte pelagische Mikrite, die bei mehr als 300 Meter Wassertiefe abgesetzt wurden, belegen somit ein Seamount-Stadium für Sal. Subaerische Vulkanite sind im Eruptivkomplex zwar ebenfalls vorhanden (Lavaflüsse und Gänge von Melanephelinit und Phonolith), aber volumenmäßig relativ unbedeutend.
Nach einer Phase intensiver Erosion kam es zur Bildung der mittelmiozänen „Haupteruptiva“, die sowohl submarin als auch subaerisch auftreten und sich durch eine sehr hohe Förderrate auszeichnen. Beginnend vor 15,8 Millionen Jahren (Langhium) entstanden Alkaliolivinbasalte und ab 14,2 Millionen Jahren vor heute Olivinnephelinite. Die Haupteruptiva stehen im Südostteil von Sal an. Sie werden ebenfalls von einem Gangschwarm durchschlagen, der jedoch mit N 040 anders ausgerichtet ist.
Der darüberfolgende „Ponta-do-Altar-Baleia-Komplex“ zeigt wie die Haupteruptiva eine Alkaliolivinbasalt-Olivinnephelinit-Abfolge, die aber von 2 Meter mächtigen marinen Sedimenten (Kalkarenite, Konglomerate, Siltite und Tonsteine) getrennt wird. Für die Olivinnephelinite des Hangenden wurden Alter zwischen 11,2 und 8,7 Millionen Jahren ermittelt (Tortonium). Nach Eruption der Olivinnephelinite kam es zu einem drastischen Rückgang in der vulkanischen Fördertätigkeit und Erosionsvorgänge gewannen die Oberhand: Es bildeten sich beispielsweise Lahar-ähnliche Ablagerungen, Kalke und Kalkarenite marinen Ursprungs und obermiozänen Alters wurden ebenfalls abgesetzt.
Mit den „Serra-Negra-Eruptiva“ begann am Ende des Miozäns gegen 5,5 Millionen Jahre vor heute (Messinium) eine neue Phase vulkanischer Aktivität. In ihr wurde submariner allmählich durch subaerischen Vulkanismus abgelöst. Im Gegensatz zu dem vorangegangenen Spaltenvulkanismus wurden die Serra-Negra-Eruptiva über Schlotzentren gefördert. Es bildeten sich Hypersthen-normative Basalte.
Nach einer 4,5 Millionen Jahre andauernden Ruhepause entstanden im frühen Pleistozän ab 1,06 Millionen Jahre vor heute die Vulkangesteine der „Monte-Grande-Pedra-Lume-Formation“ – Olivinnephelinite und Olivinmelilithite, die als Lavaflüsse und pyroklastische Kegel vorliegen. Eine phreatomagmatische Explosion sprengte den kreisrunden Krater von Pedra Lume heraus. Die pyroklastischen Kegel folgen zum Teil einem Nordost-Südwest-orientierten Gürtel. Die vulkanischen Tätigkeiten hielten bis ins Mittelpleistozän (vor 600.000 Jahren) an.
Im ausgehenden Quartär kam es dann auf Sal ab zirka 1 Million Jahre vor heute zu intensiver „mariner Abrasion“, die 17 Terrassenniveaus und Brandungsplattformen zurückließ. Das höchste Niveau erreicht 100 Meter über dem Meeresspiegel.

## Geschichte
Die zu dieser Zeit unbewohnte Insel wurde am 3. Dezember 1460 durch den im Auftrag von Heinrich dem Seefahrer fahrenden Genueser Kapitän Antonio da Noli entdeckt und unter dem Namen „Llana“ (flache Insel) in Besitz genommen.
Nachdem die Insel anfänglich mit Hirtensklaven für extensive Viehzucht besiedelt war, folgten im 17. Jahrhundert freie Siedler, um Salz zu gewinnen. 1838 wurde in Santa Maria eine große Saline angelegt, der im 19. Jahrhundert die wesentlich ergiebigere Saline im Krater von Pedra Lume folgte. Hauptziel der Salzexporte waren die englischen und belgischen Kolonien in Afrika sowie Lateinamerika.
Salzgewinnung und extensive Viehzucht ernährten nur eine marginale Bevölkerung, die auch nach der Eröffnung einer Thunfischkonservenfabrik im Jahr 1930 nur wenig wuchs.

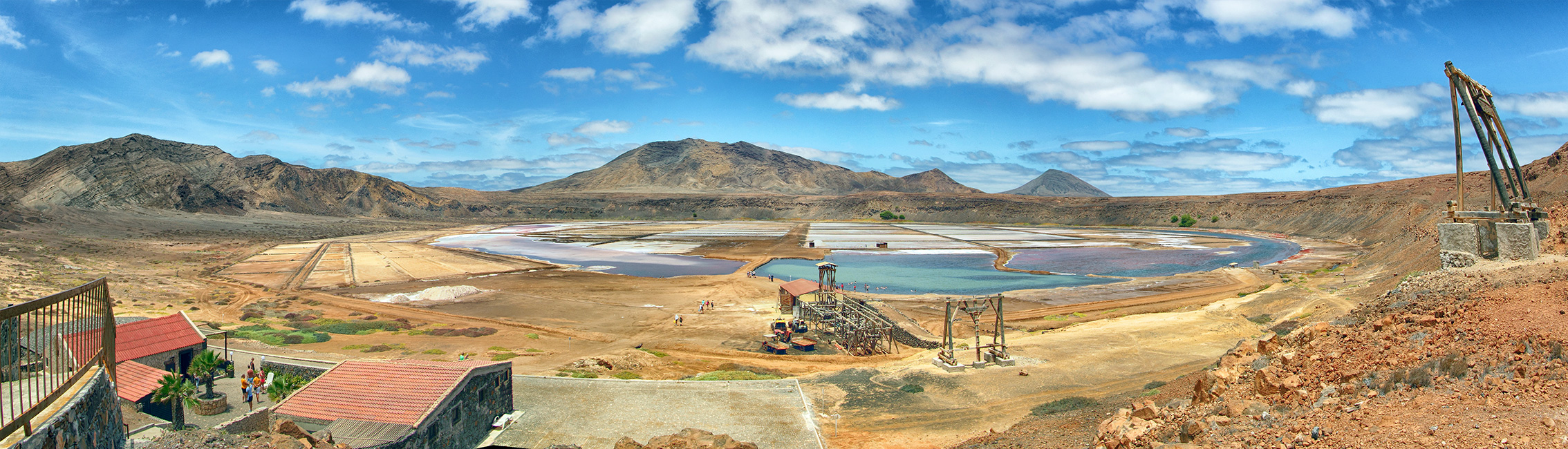
Saline im Krater von Pedra Lume

## Verwaltung
Hauptstadt der Insel ist Espargos, Santa Maria ist durch den Bau zahlreicher touristisch genutzter Gebäude auch stark angewachsen.
Administrativ bildet Sal in einen der 22 Kreise (Concelho) des Staates Kap Verde mit nur einer Gemeinde (Freguesia) namens Nossa Senhora das Dores.

## Wirtschaft und Verkehr

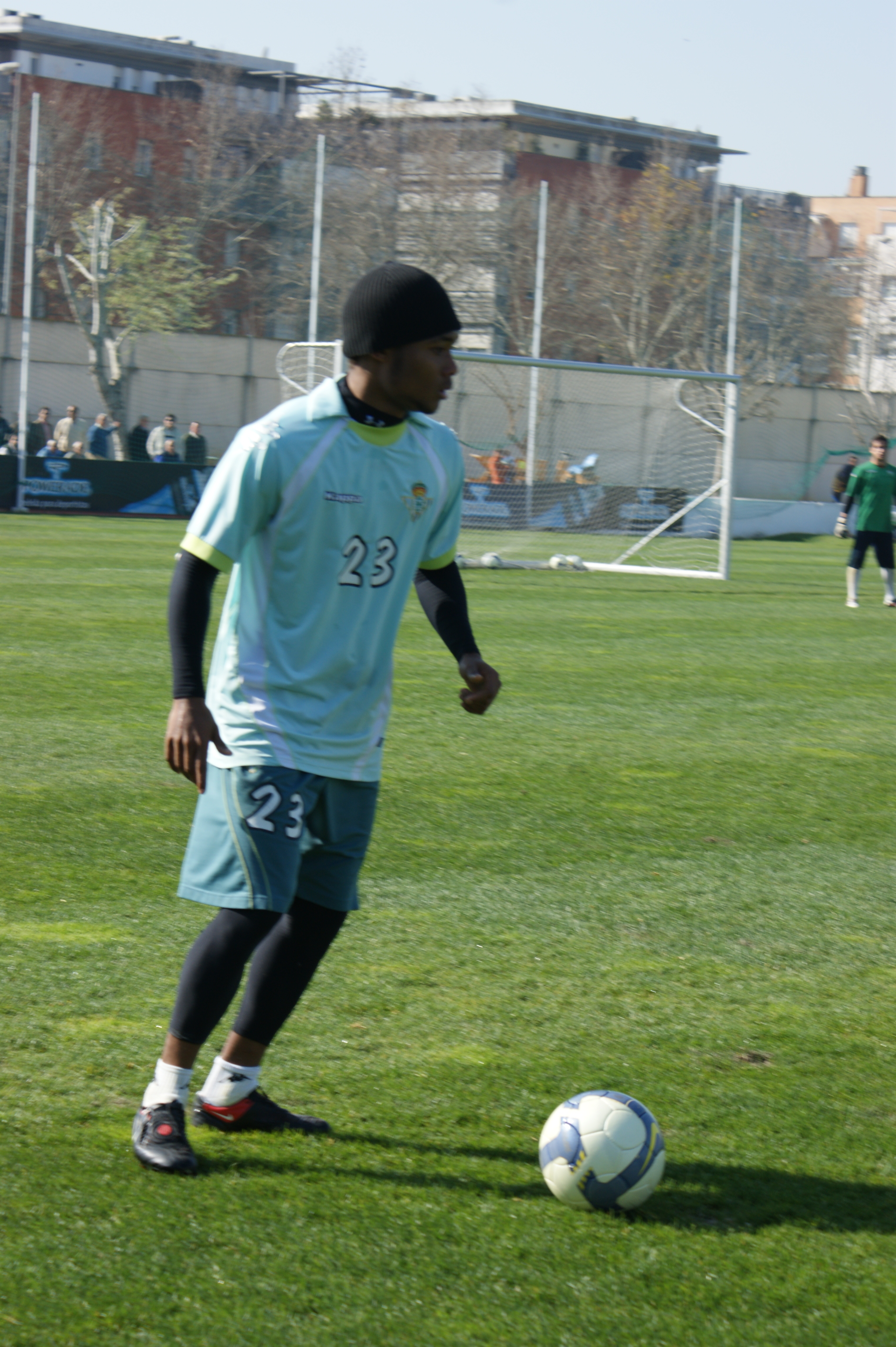
Nélson Marcos bei Betis Sevilla (2009)

1939 sicherten sich die Achsenmächte die Flugroute von Südeuropa nach Lateinamerika durch den Bau eines Militärflugplatzes auf Sal durch das italienische Mussoliniregime. Nach dem Zweiten Weltkrieg wurde er 1949 als Zivilflughafen fertiggestellt. Seit der Unabhängigkeit (1975) trägt er den Namen des Nationalhelden als Aeroporto Internacional Amílcar Cabral (IATA-Code SID, ICAO-Code GVAC). Der internationale Flughafen in der Nähe der Inselhauptstadt Espargos hat erheblich zur Entwicklung der Insel und Ansiedlung einer wachsenden Bevölkerung beigetragen. Der Lebensstandard auf Sal übertrifft den Landesdurchschnitt bei weitem.
Im Mai 1963 verständigten sich afrikanische Staatsoberhäupter im Rahmen der Gründungsversammlung der Organisation für Afrikanische Einheit in Addis Abeba zur verstärkten Unterstützung der Befreiungsbewegungen (All-Africa Charter). Alle afrikanische Staaten wurden aufgerufen, ihre diplomatischen und ökonomischen Verbindungen mit der Kolonialmacht Portugal sowie mit Südafrika wegen dessen Apartheid-Politik abzubrechen. Einige afrikanische Staaten verhängten ein Überflug-Embargo für südafrikanische Verkehrsflugzeuge. Lediglich die kapverdischen Inseln, welche bis 1975 zum portugiesischen Machtbereich gehörten, gewährten Zwischenlandungen im Europa- und Nordamerikaverkehr auf Sal. Nach der Unabhängigkeit wurde dies aufgrund dringend benötigter Deviseneinnahmen fortgesetzt.
Das Embargo erstreckte sich auch auf den Schiffsverkehr in afrikanischen Häfen. Die südafrikanische Regierung entschloss sich als Reaktion auf diese Restriktion für den Ausbau des Flughafens auf der Insel 3,8 Millionen Rand zur Verfügung zu stellen.
Sal ist einer der trockensten Plätze der Erde mit 350 Tagen Sonnenschein im Jahr und sehr beständigem, kräftigem Nord-Ost-Wind. Dank weiter, feiner Sandstrände und Flachwassergebiete ist Sal seit den 1990er Jahren ein beliebtes Revier für Surfer, Taucher und Badegäste.
Haupt-Tourismusort ist Santa Maria im Süden der Insel, Verwaltungszentrum ist Espargos. Eine autobahnähnliche, asphaltierte Schnellstraße verbindet Espargos und den Flughafen mit Santa Maria am Südende der Insel. Hier verkehren sowohl Taxen als auch Sammeltaxis (Aluguers), die auf allen Inseln den Überlandverkehr dominieren.

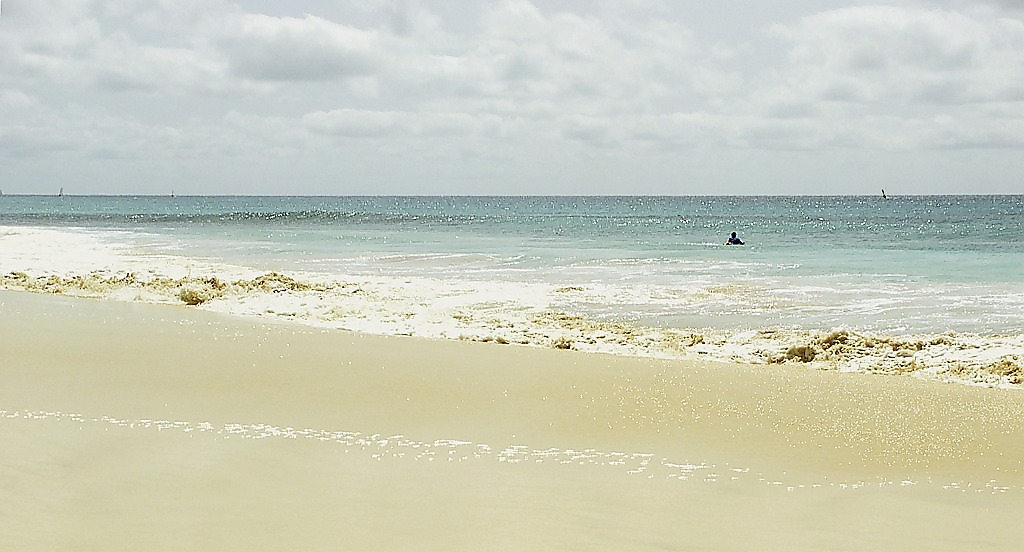
Strand bei Santa Maria
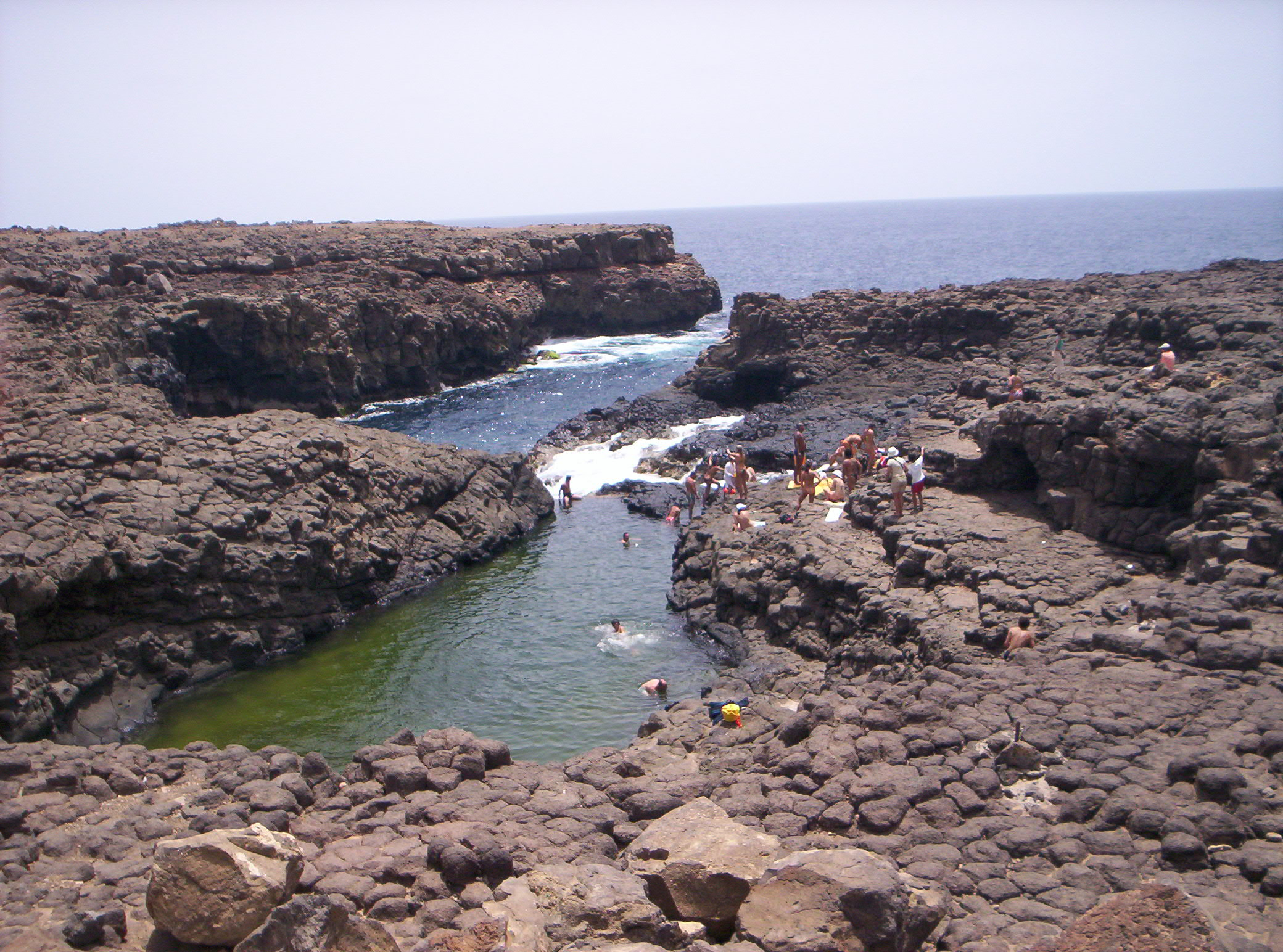
Buracona
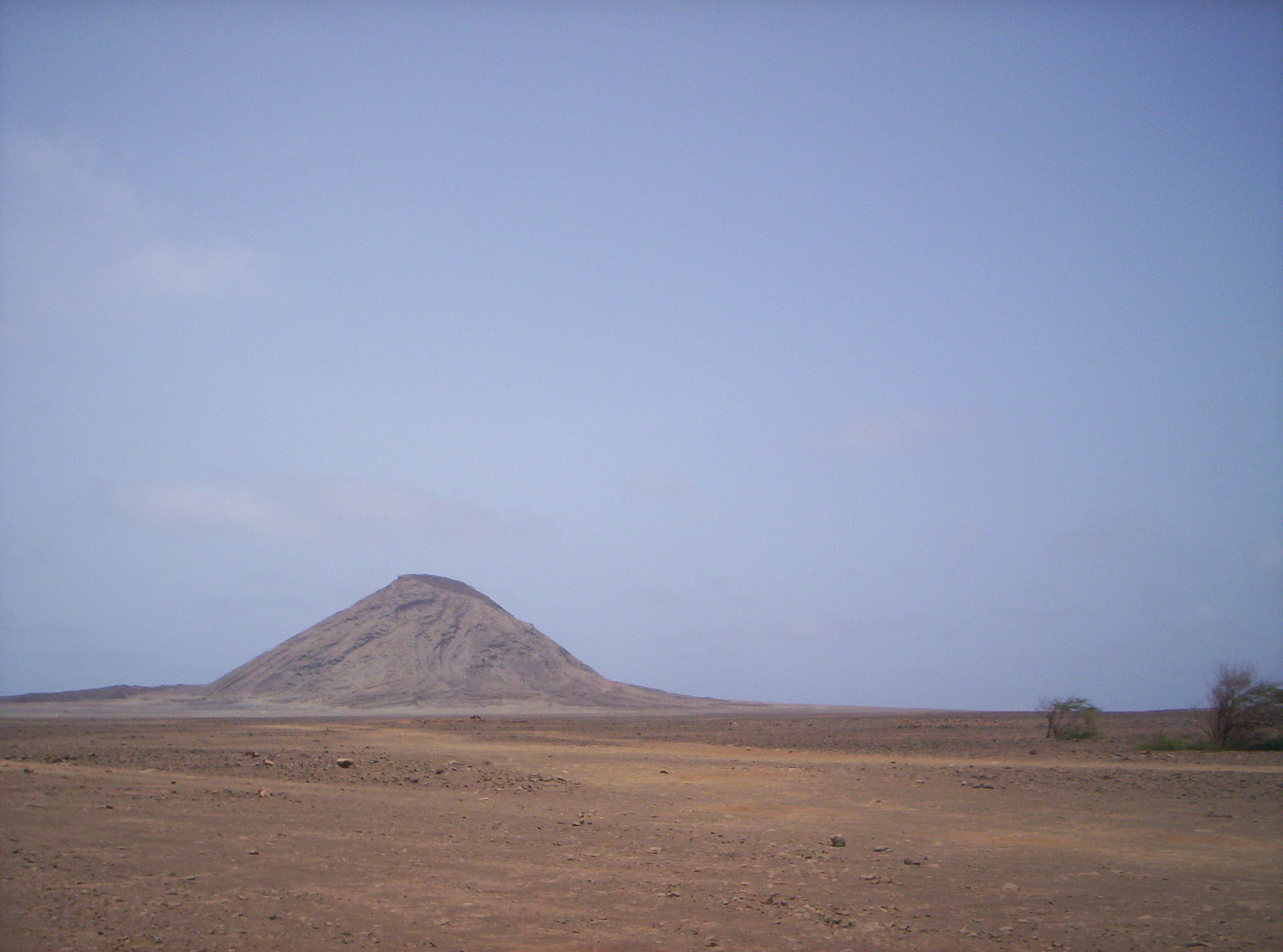
Landschaft
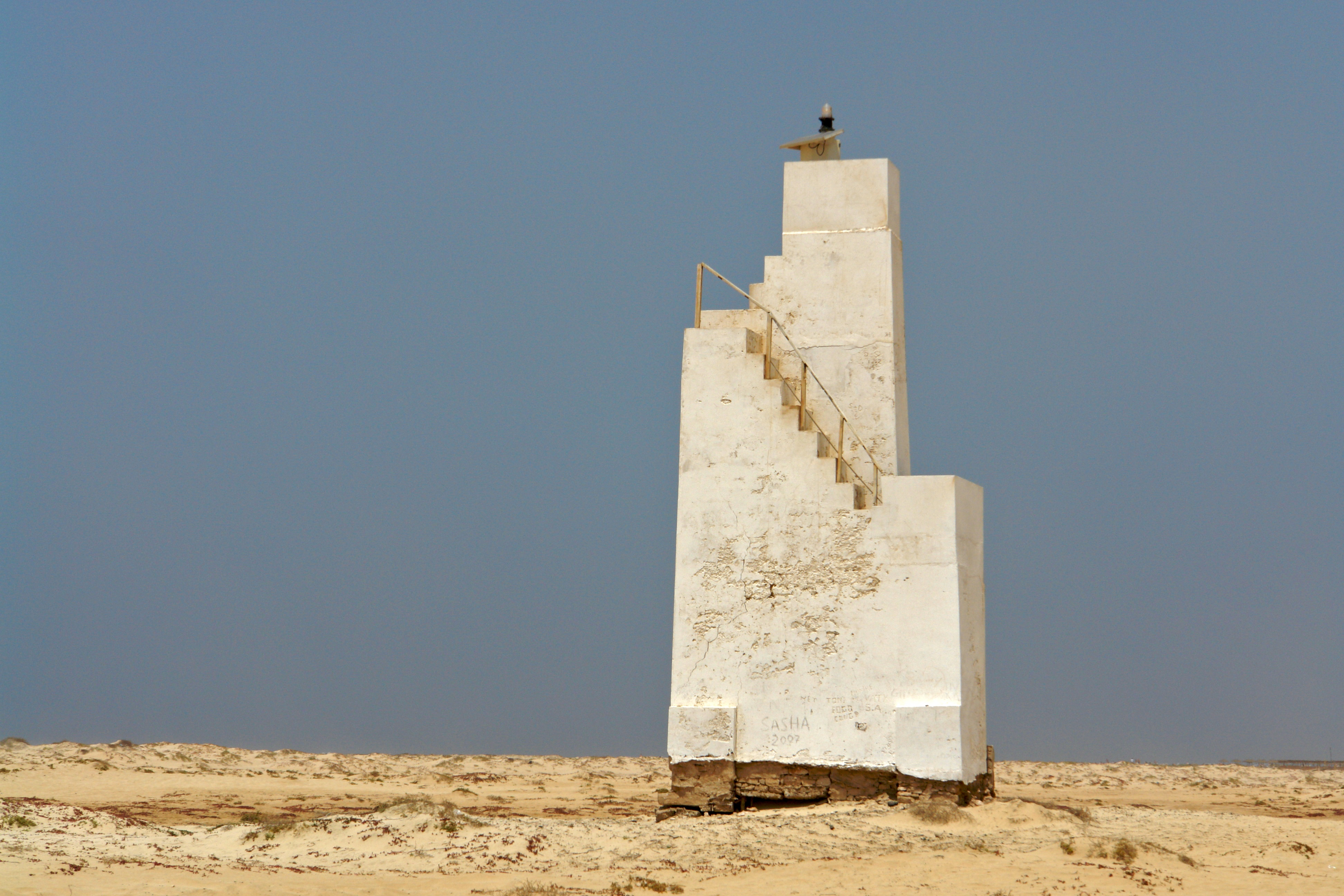
Leuchtturm
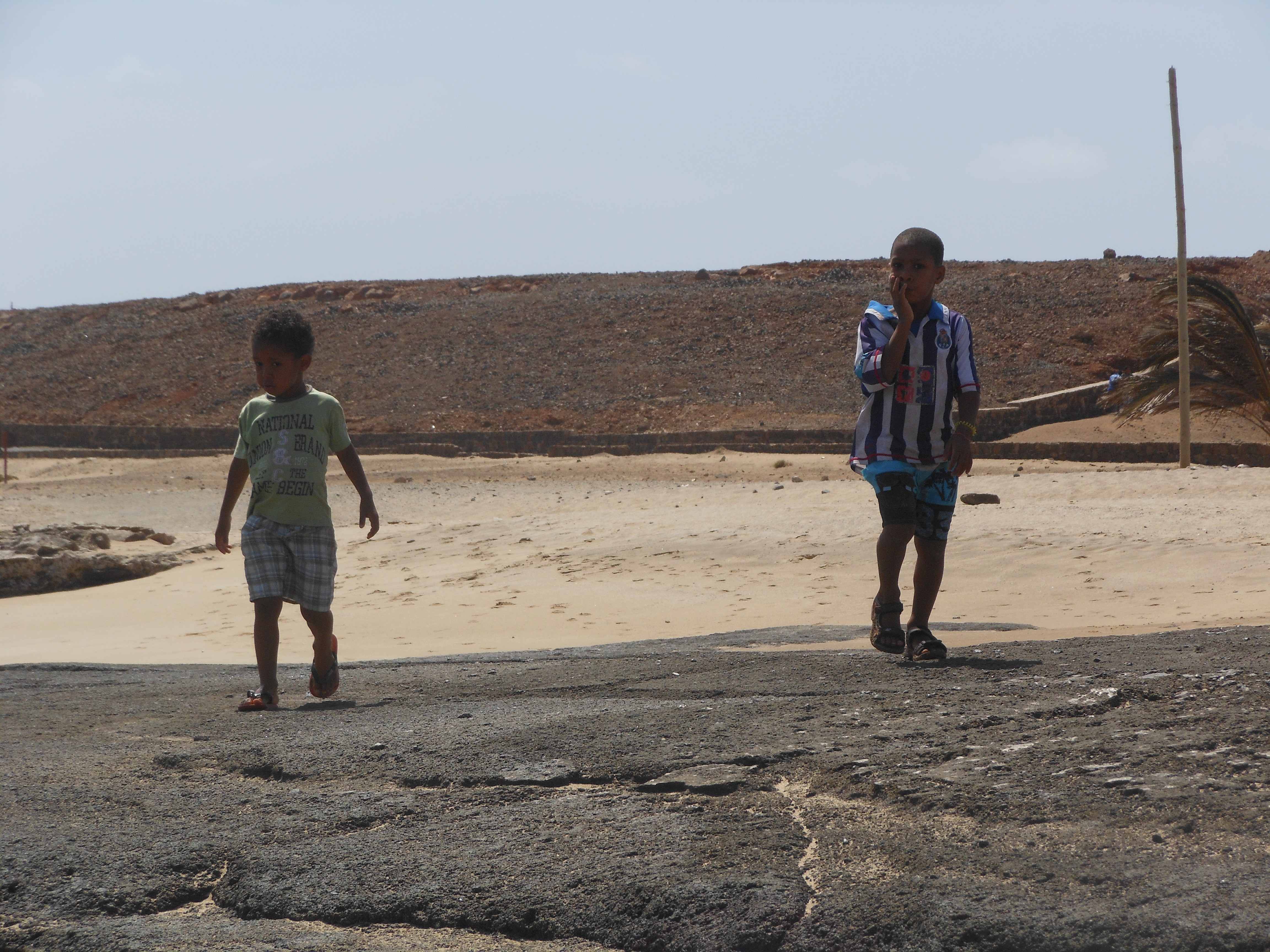
Kinder auf der Insel Sal

## Söhne und Töchter der Insel
- Ildo Lobo (1953–2004), Musiker
- Ana Firmino (* 1959), Sängerin
- Maria Alice (* 1961), Sängerin
- Elvis Évora (* 1978), portugiesischer Basketballnationalspieler
- Nélson Marcos (* 1983), portugiesischer Fußballspieler
- Odair Nelson Fonseca Conceicao (* 1984), Basketballspieler in Portugal
- Héldon Augusto Almeida Ramos (* 1988), kapverdischer Fußballspieler